# アル・クウェート・スポーツ・クラブ・スタジアム
アル・クウェート・スポーツ・クラブ・スタジアム（英: Al Kuwait Sports Club Stadium）は、クウェート国の首都・クウェート市にある多目的スタジアムである。

## 概要
主にサッカーの試合に用いられる。クウェート・プレミアリーグに所属するアル・クウェートSCがホームスタジアムとして使用している他、サッカークウェート代表のホームスタジアムとしても利用される。また、国内カップであるクウェート・アミールカップやクウェート・クラウンプリンスカップの決勝戦の会場としても利用されている。
収容人数は18,500人。1974年にはガルフカップの会場として使用された。2008年、2010 FIFAワールドカップ・アジア予選3次予選の際にはサッカークウェート代表のホームスタジアムとして使用された。また、2009年にAFCカップ2009決勝戦の会場となり、ホームで戦ったアル・クウェートが初優勝した。